# Ludovico Fiumicelli
Ludovico Fiumicelli (o Lodovico; Vicenza, 1500 circa – Treviso, 1582) è stato un pittore italiano.

## Biografia
Figlio di Bernardino, ha operato soprattutto a Treviso e in altri centri della Marca. Seguace del Tiziano, collaborò con vari artisti, come Francesco Beccaruzzi e soprattutto Paris Bordon, del quale era amico e forse parente. Fu particolarmente attivo come affrescatore, specialmente di esterni. Fu anche un uomo d'armi e ricoprì la carica di capitano degli archibugieri di Conegliano.

## Elenco di opere
Al Fiumicelli sono attribuite le seguenti opere:
- Facciata esterna di casa Ghiotti a Serravalle (1522)
- Facciata del Monte di Pietà a Conegliano (1524)
- Cristo in croce e Annunciazione nella chiesa dell'Annunciazione a Campolongo (1531)
- Madonna col Bambino e santi nella sacrestia della chiesa degli Eremitani a Padova (1536)
- Madonna col Bambino e i santi protettori di Padova nel Museo Civico di Padova (1537)
- Cicli di affreschi della Cappella funeraria Greco (o Cappella del Battistero) nella chiesa di Santa Maria Maggiore a Treviso (1539-1540)
- Moltiplicazione dei pani e dei pesci nella Cappella dei Rettori del Monte di Pietà a Treviso (1540)

Opere perdute:
- Pala nella chiesa di Sant'Urbano a Bavaria (1544), perduta durante la prima guerra mondiale
- Decorazione dell'organo nella chiesa di San Paolo a Treviso (1558), edificio demolito
- Affreschi della facciata di casa Spineda a Treviso (1558)